# Cordula Wiedemann
Cordula Wiedemann (* 16. Februar 1946 in Mannheim) ist eine deutsche Schauspielerin bei Bühne und Fernsehen.

## Leben
Die gebürtige Mannheimerin durchlief in Karlsruhe und Stuttgart eine Schauspielausbildung und begann ihre künstlerische Laufbahn mit Stückverträgen. Es folgten Verpflichtungen nach Aachen und Coburg. Von Anbeginn ihrer Schauspielkarriere wirkte Cordula Wiedemann auch in Fernsehspielen mit, spielte dort aber nur Nebenrollen, die keinerlei bleibenden Eindruck hinterließen.

## Filmografie
- 1967: Die Letzten
- 1968: Der Richter von Zalamea
- 1968: Die fremde Frau und der Mann unterm Bett
- 1970–71: Tournee (TV-Serie, drei Folgen)
- 1973: Der Kommissar (TV-Serie, eine Folge)
- 1974: Im Auftrag von Madame (TV-Serie, eine Folge)
- 1976: Hinzelmeier
- 1982: Muttertreu